# Boom Bang-a-Bang
«Boom Bang-a-Bang» es una canción interpretada por la cantante Lulu que fue una de las cuatro ganadoras del Festival de la Canción de Eurovisión 1969 representando al Reino Unido. 
En el festival celebrado en el Teatro Real de Madrid, y tras un empate sin precedentes que haría cambiar las normas del festival en el futuro, Lulu compartió el primer premio con Frida Boccara (Francia), Lenny Kuhr (Países Bajos) y Salomé (España).
Tal como "La, la, la", la canción ganadora del año anterior, "Boom Bang-a-Bang" tiene un título onomatopéyico. En la letra la cantante le pide a su amante que le "abraze fuerte" ("cuddle me tight"), diciéndole en el estribillo que su corazón "boom bang-a-bang" cuando está cerca. ("my heart goes boom bang-a-bang boom bang-a-bang when you are near"). Se convirtió en un éxito de ventas en varios países, especialmente en Reino Unido, Irlanda, España, Noruega, Suiza o Nueva Zelanda.